# Totolteo
Totolteo är en ort i Mexiko.   Den ligger i kommunen San Martín Chalchicuautla och delstaten San Luis Potosí, i den sydöstra delen av landet, 220 km norr om huvudstaden Mexico City. Totolteo ligger 300 meter över havet och antalet invånare är 338.
Terrängen runt Totolteo är huvudsakligen lite kuperad. Totolteo ligger uppe på en höjd. Runt Totolteo är det ganska tätbefolkat, med 90 invånare per kvadratkilometer. Närmaste större samhälle är Tamazunchale, 13,0 km sydväst om Totolteo. Omgivningarna runt Totolteo är en mosaik av jordbruksmark och naturlig växtlighet.